# Ana Dalasena
Ana Dalasena (grčki Ἄννα Δαλασσηνή; o. 1025./30. – 1. studenog 1100./02.) bila je grčka plemkinja. Njezini su roditelji bili službenik Aleksije Charon (Ἀλέξιος Χάρων) i njegova supruga, gospa iz obitelji Dalassenos. 
Oko 1040. godine, Ana se udala; njezin suprug je bio Ivan Komnen (domestikos tōn scholōn), brat cara Izaka I. Komnena. Ovo su njihova djeca:
- Manuel Komnen (kouropalates)
- Marija Komnena
- Izak Komnen (brat Aleksija I.)
- Eudokija Komnena
- Teodora Komnena
- Aleksije I. Komnen[1] — car Bizantskog Carstva
- Adrijan Komnen
- Nikefor Komnen

Car Aleksije, koji je bio pod velikim Aninim utjecajem, učinio je Anu Augustom. Njezina unuka je bila princeza Ana Komnena, kći Aleksija i Irene Duke, s kojom Ana nije bila u najboljim odnosima.